# Strychnos madagascariensis
Mã tiền Madagascar (danh pháp hai phần: Strychnos madagascariensis) là một loài thực vật có hoa trong họ Mã tiền. Loài này được Poir. miêu tả khoa học đầu tiên năm 1808.

## Hình ảnh

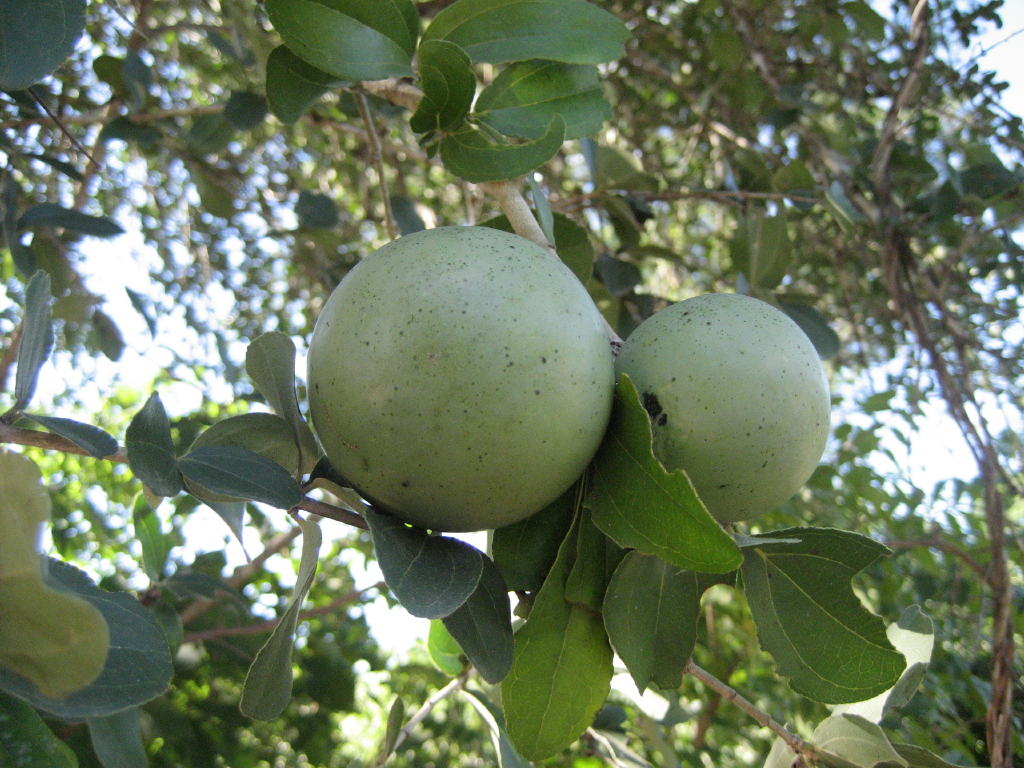
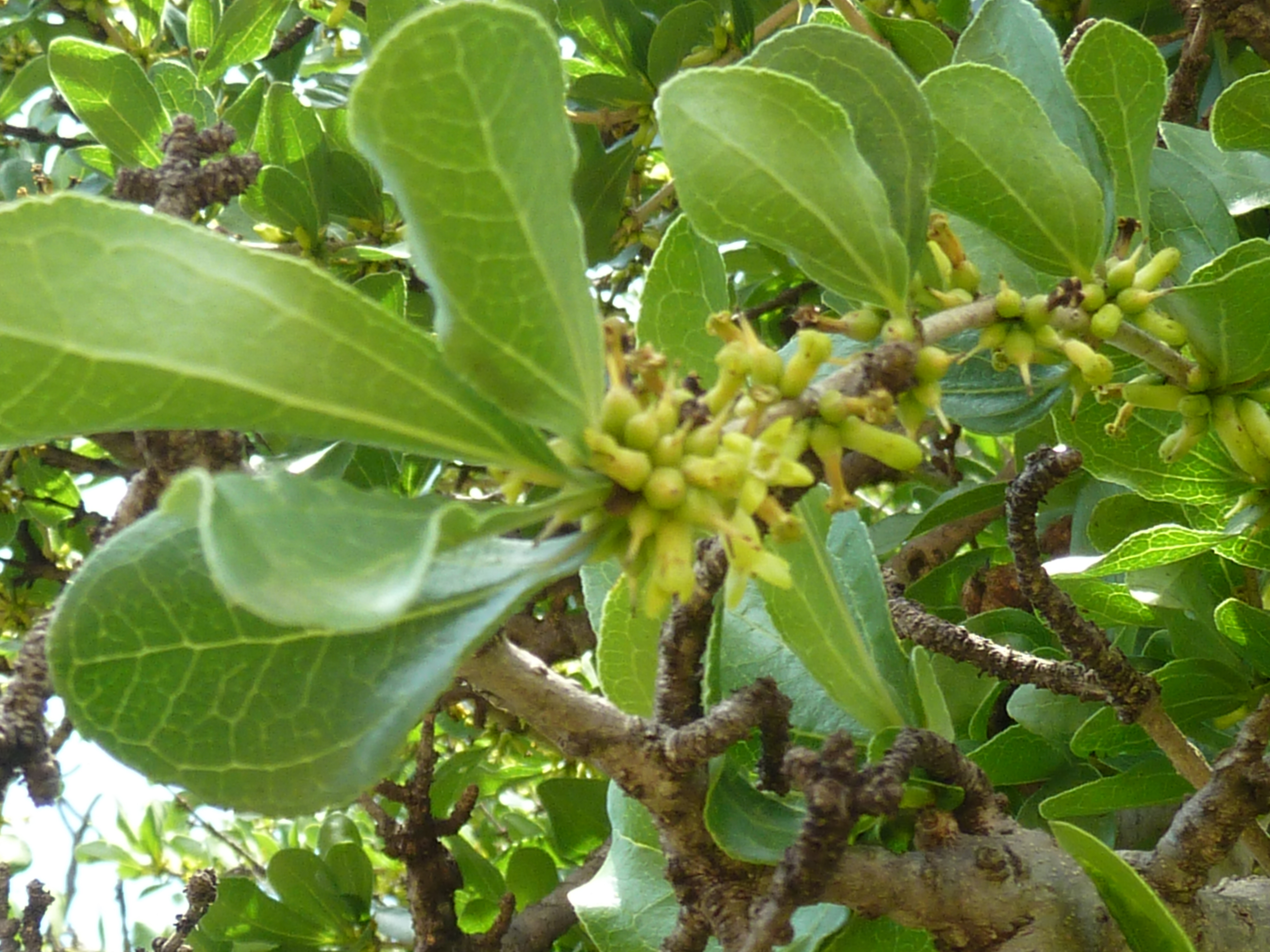
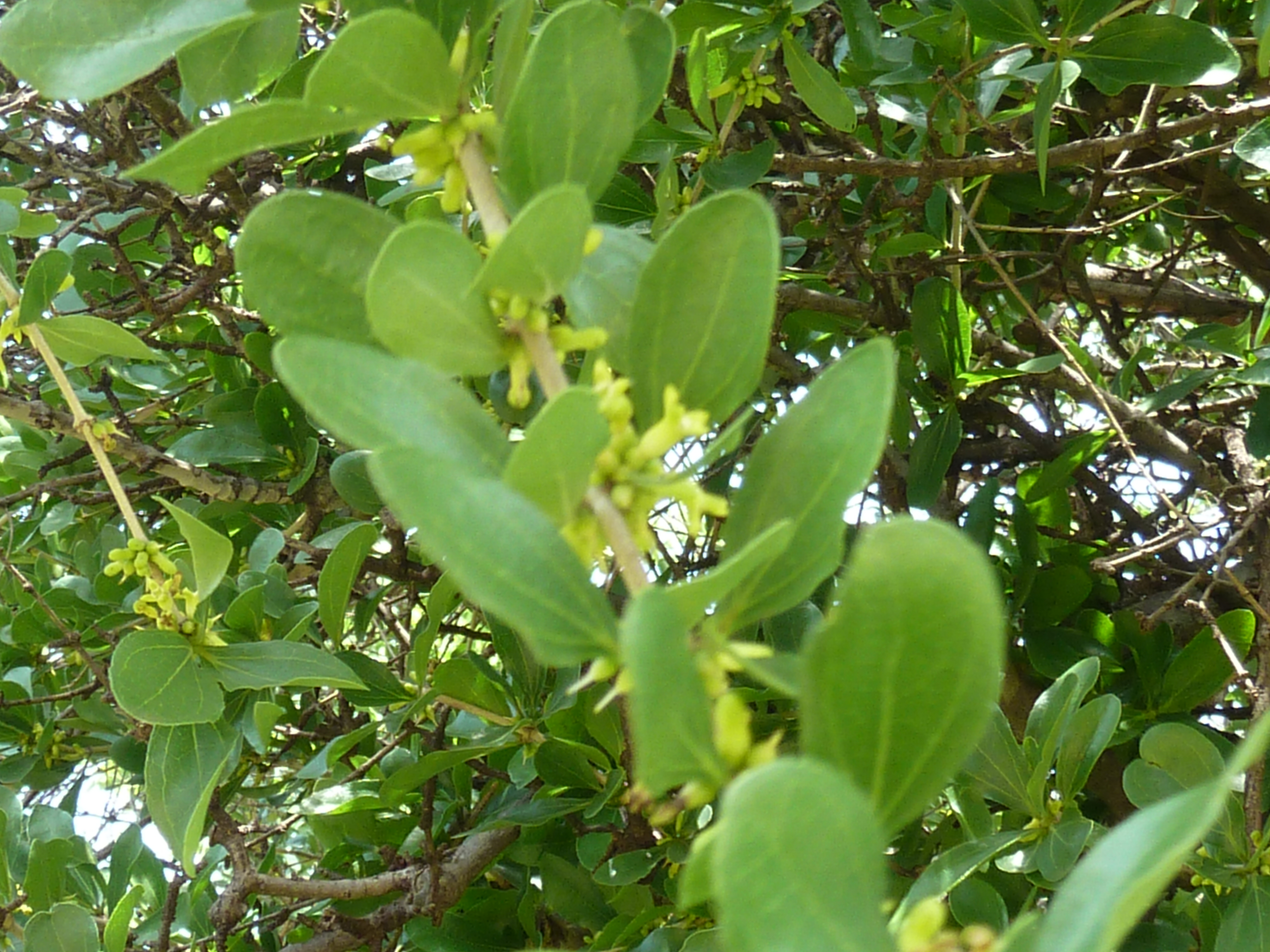
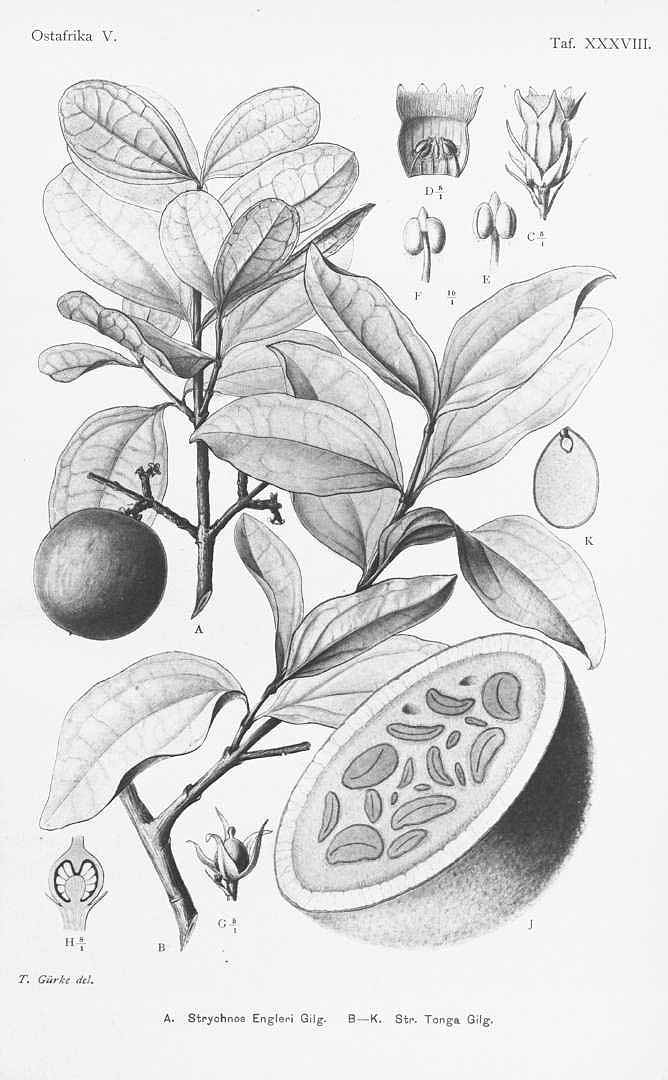